# Adrian Mole
Adrian Mole is de fictieve hoofdpersoon in een serie dagboeken van de hand van de Engelse schrijfster Sue Townsend.

## Personage
Adrian deed zijn intrede in een hoorspel van de BBC in 1982. Het succes van de opeenvolgende boeken leidde tot een aantal verfilmingen voor televisie. Deze verfilmingen zijn ook op de Nederlandse televisie te zien geweest.
De serie omvat acht dagboeken, waarin Adrian Albert Mole, geboren op 2 april 1967 in Leicester (in sommige boeken 1968), zijn gedachten en belevenissen beschrijft vanaf zijn 13e jaar. Adrian is de zoon van George Mole en Pauline Mole-Sugden. Hij krijgt op zijn 15e nog een zusje, Rosie, van wie de afstamming enige tijd niet geheel duidelijk is. In The Prostrate Years komt na een DNA-test uit dat Rosie het kind is van Adrians moeder en de voormalige buurman van de Moles, Alan Lucas, met wie ze destijds een verhouding had. Rond dezelfde tijd had Adrians vader George eveneens een verhouding met ex-collega Doreen Slater, waaruit een zoontje voortkomt, Brett.
In het eerste deel draait het vooral om het stukgelopen huwelijk van Adrians ouders, zijn eerste echte verliefdheid en allerlei andere typische puberzaken. Behalve aandacht voor zijn eigen situatie, zijn dromen en fantasieën over een leven met Pandora Braithwaite en als gevierd dichter en romanschrijver, heeft Adrian ook een duidelijk sociaal gevoel, bijvoorbeeld ten opzichte van zijn grootmoeder, maar ook voor de hoogbejaarde Bert Baxter en diens late liefde Queenie, voor wie hij veel overheeft.
Hoewel Pandora op den duur andere mannen boven hem verkiest en hem op het gebied van carrière-ontwikkeling overvleugelt, blijft Adrian van haar dromen en geloven in zijn onvervulde ambities. Op hilarische wijze beschrijft Townsend de ontwikkelingen in het karakter van Adrian, zijn neurotische persoonlijkheid en de tragische manier waarop hij in geen van zijn aspiraties slaagt. Kenmerkend voor de dagboeken is dat Adrian tamelijk naïef in het leven staat, en veel dingen niet doorheeft, terwijl de lezer tussen de regels door begrijpt wat er werkelijk aan de hand is. Ook is hij dikwijls zelfzeker in zijn voorspellingen en uitspraken, terwijl de lezer al weet dat ze verkeerd zijn, zoals zijn geloof in de echtheid van het dagboek van Hitler of in de Iraakse overwinning in de Golfoorlog. 
Adrian Mole hoopt ontdekt te worden als dichter, maar op de inzendingen van zijn gedichten komen nauwelijks reacties. Zoals de kwaliteit van zijn dagboeknotities aantoont is hij wel degelijk een zeer begiftigd schrijver, maar hij bederft het voor zichzelf door in zijn inzendingen aan o.a. de BBC een pompeuze avant-gardistische toon aan te slaan, in de hoop serieus te worden genomen. Juist daarom wordt hij niet serieus genomen. 
Townsend beschrijft de mislukkingen en teleurstellingen in Adrians leven met grote compassie waardoor lezers zich met hem kunnen identificeren. Daarnaast probeert Townsend een beeld te schetsen van de ten tijde van elk boek heersende 'lifestyle' en trends en de politieke achtergrond in het Verenigd Koninkrijk, van Margaret Thatcher in de jaren tachtig, John Major in de jaren negentig tot de 'new left' jaren van Tony Blair. Adrians voormalige minnares Pandora schopt het tot onderminister onder Blair, maar belandt op een zijspoor wanneer ze zich tegen de inval in Irak keert.
Hoewel de schrijfster aanvankelijk aangaf dat met Adrian Mole and the Weapons of Mass Destruction de serie ten einde zou zijn, verscheen in november 2009 alsnog een vervolg: Adrian Mole: the Prostrate Years .

## De dagboeken
- The Secret Diary of Adrian Mole, Aged 13 and 3/4 (1982) (nl: Het geheime dagboek van Adriaan Mole, 13 3/4 jaar)
- The Growing Pains of Adrian Mole (1985) (nl: De groeipijnen van Adriaan Mole)
- The True Confessions of Adrian Mole (1989) (nl: Bekentenissen van Adriaan Albert Mole)
- Adrian Mole: The Wilderness Years (1993) (nl: Adriaan Mole: Junglejaren)
- Adrian Mole: The Cappuccino Years (1999) (nl: Adriaan Mole: De cappuccinojaren)
- Adrian Mole and the Weapons of Mass Destruction (2004) (nl: Adriaan Mole en de massavernietigingswapens)
- The Lost Diaries of Adrian Mole, 1999-2001 (2008) (nl: De gevonden dagboeken van Adriaan Mole 33 1/3 jaar)
- Adrian Mole: The Prostrate Years (2009)

De meeste dagboeken zijn in het Nederlands verschenen bij Uitgeverij De Fontein. Niet vertaald zijn de laatste dagboeken The Prostrate Years en het korte verhaal Adrian Mole and the Small Amphibians, die zich in de periode tussen 'Bekentenissen' en 'Junglejaren' afspelen. Daarnaast zijn nog twee niet vertaalde korte verhalen verschenen. Het korte verhaal Mole cooks his Goose is alleen in Radio Times (december 1993) gepubliceerd. Het laatste (korte) verhaal Adrian Mole's Royal Wedding Diary werd exclusief voor 'The Observer' (april 2011) geschreven.

## Trivia
De schrijver Adrian Plass schreef begin jaren 1990 een satirisch boek over christenen, getiteld "The sacred diary of Adrian Plass, aged 37 3/4", waarin hij gebruikmaakt van hetzelfde naïeve perspectief.